# 정영석 (컬링 선수)
정영석(鄭暎釋, 1996년 4월 14일~)은 대한민국의 컬링 선수이다.강원특별자치도청 소속으로 활동하고 있다.